# Bahnhof Wulfen (Westfalen)
Wulfen (Westf) ist ein zum Haltepunkt zurückgebauter Bahnhof in unmittelbarer Nähe zum Ortskern des Dorstener Stadtteils Wulfen. Er liegt am Streckenkilometer 30,7 der Bahnstrecke Dorsten–Coesfeld, die das Siedlungsgebiet Alt-Wulfen vom Gewerbegebiet Köhl westlich der Gleise trennt.

## Lage und Aufbau
Der Haltepunkt liegt südwestlich des Wulfener Ortskern am Abschluss der Straße Kleiner Ring. Er verfügt über einen von ehemals zwei vorhandenen Bahnsteigen. Das Empfangsgebäude befindet sich östlich der von Nord nach Süd verlaufenden Strecke am Kleinen Ring. Der Backsteinbau wurde 2007 unter Denkmalschutz gestellt und wird seit Jahren (Stand: 2018) nicht genutzt. Ein direkt an das Gebäude angeschlossener Güterschuppen ist bis auf die Grundmauern abgetragen, ein Wiederaufbau ist jedoch vorgesehen.
Die Betriebsstelle verfügt zwei mechanische Stellwerke. Das nördliche Stellwerk am Bahnübergang der Bundesstraße 58 ist das Fahrdienstleiter-Stellwerk Wnf (Wulfen Nord Fahrdienstleiter), seit 2003 ist es das einzige Stellwerk der nunmehrigen Blockstelle. Neben der Bedienung der beiden Blocksignale A und B ist der Fahrdienstleiter gleichzeitig für den Bahnübergang verantwortlich. Das südliche ehemalige Weichenwärter-Stellwerk Ws (Wulfen Süd) ist seit 2003 ein Schrankenposten (Posten 14) und bedient die Bahnübergänge Köhler Straße und Burenkamp.

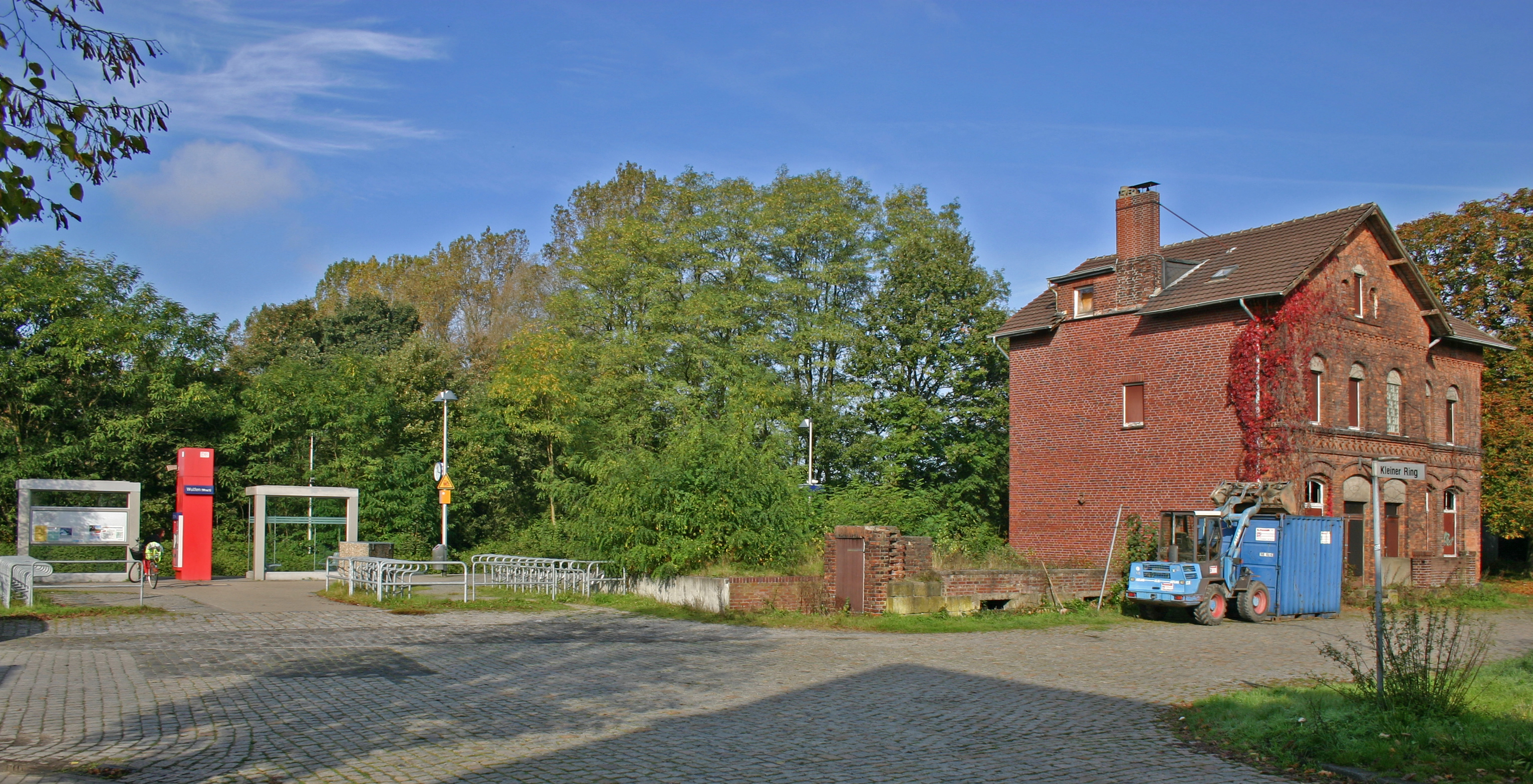
Blick vom Kleinen Ring auf den Bahnsteig und das Empfangsgebäude, 2014
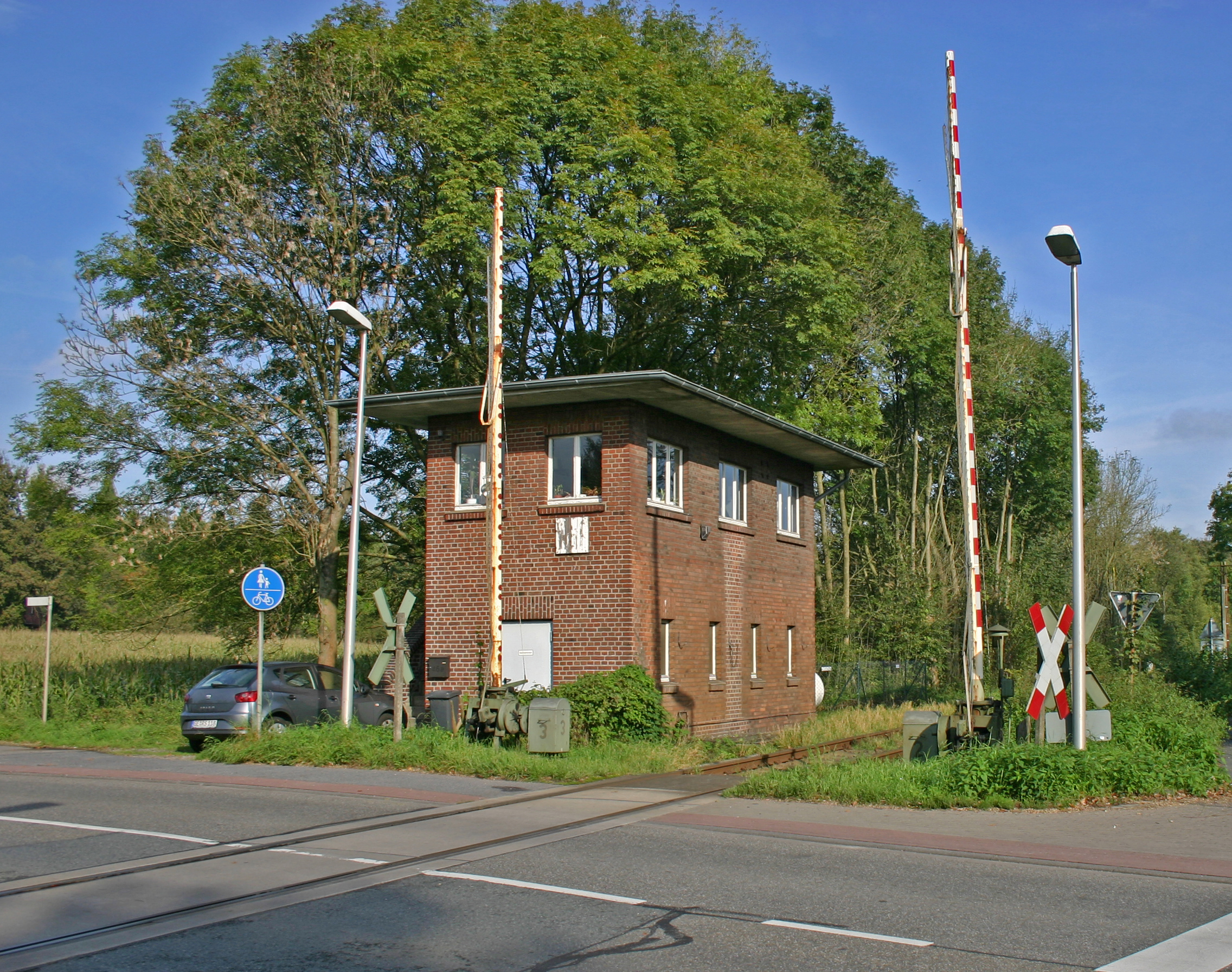
Stellwerk Wnf, 2014
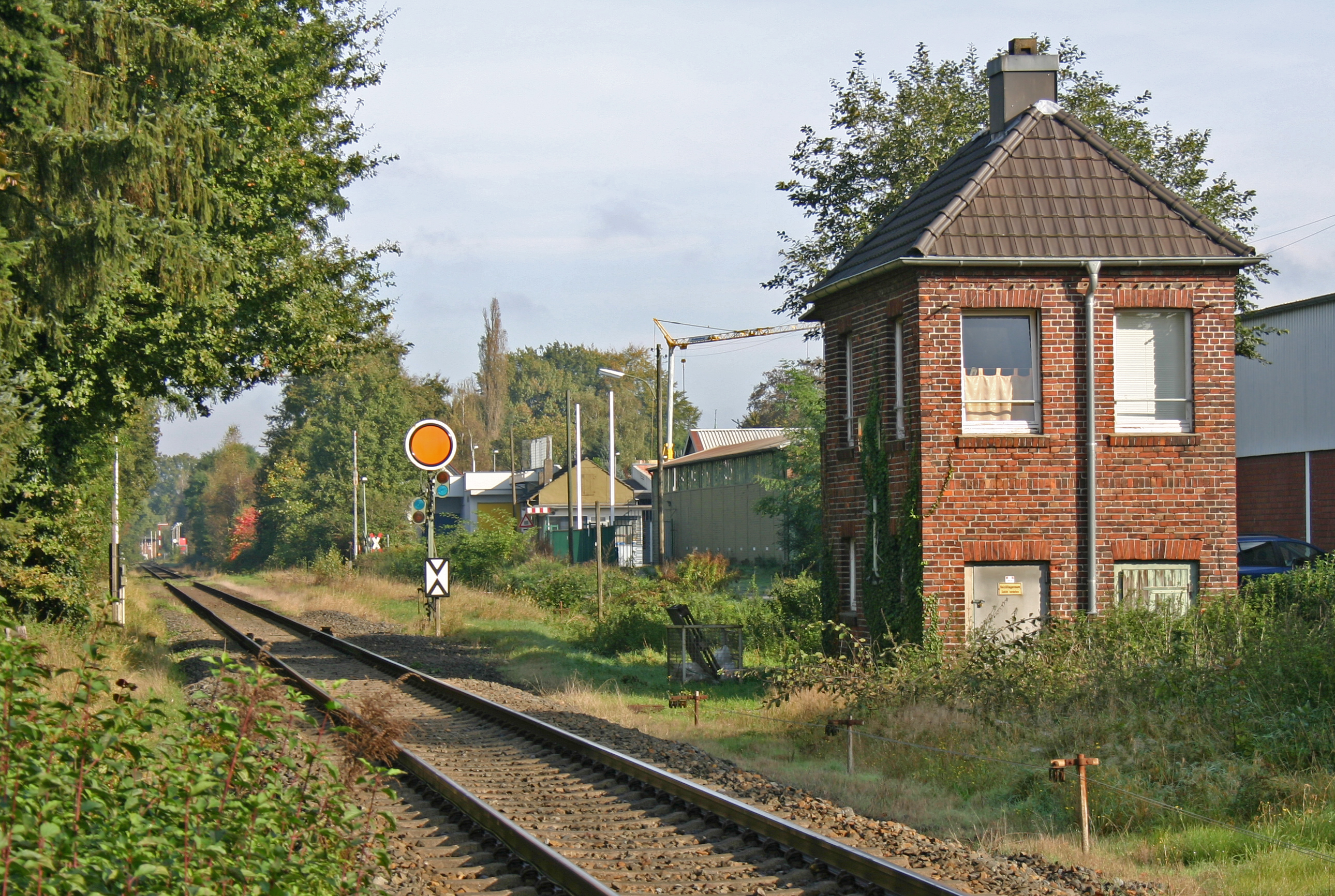
Posten 14 (ehem. Stellwerk Ws), 2014

## Geschichte
Der Haltepunkt ging zusammen mit der Bahnstrecke Duisburg – Oberhausen – Dorsten – Coesfeld – Rheine – Quakenbrück in Betrieb. 1929 erfolgte der Ausbau zum Bahnhof, es bestanden neben zwei Bahnsteiggleisen eine Güterverladung und einzelne Gleisanschlüsse. Die Bahnhofsgaststätte wurde in den 1930er Jahren von Franz Rößmann betrieben. Gegen Ende des Zweiten Weltkriegs wurde der Bahnhof von einem Luftangriff getroffen. Im Jahr 1968 übernahm Wulfen die Hauptdienststelle aus Lembeck. Im Jahr 1976 wurde der Fahrkartenverkauf in Wulfen eingestellt, ein Jahr später die Güterabfertigung in Dorsten zentralisiert. Im Jahr darauf wurde die Wartehalle im Gebäude geschlossen und der Bahnhofsvorsteher pensioniert. 1982 besetzten Jugendliche das Bahnhofsgebäude und nutzten es als selbstverwaltete Begegnungsstätte. 1994 protestierten mehrere hundert Bürger mit einer Solidaritätsfahrt gegen die mögliche Einstellung der Linie Dorsten–Coesfeld. Im Jahr 1996 wurde der Gleisanschluss zum Metallwerk Kleinken demontiert. Mit der Demontage des zweiten Hauptgleises im Jahr 2003 erfolgte die Herabstufung zum Haltepunkt mit angeschlossener Blockstelle. 2007 stellte die Stadt Dorsten das Empfangsgebäude unter Denkmalschutz. Da sich kein Investor für das leerstehende Gebäude fand, erwog die Stadt 2009 den Abriss. 2012 kamen erneute Pläne für eine Sanierung des Baues unter Leitung von Ferdinand von Merveldt zutage, zwei Jahre später zeichnete sich noch kein Beginn der Arbeiten ab. Auch 2018 war die weitere Nutzung noch nicht entschieden.

## Verkehr

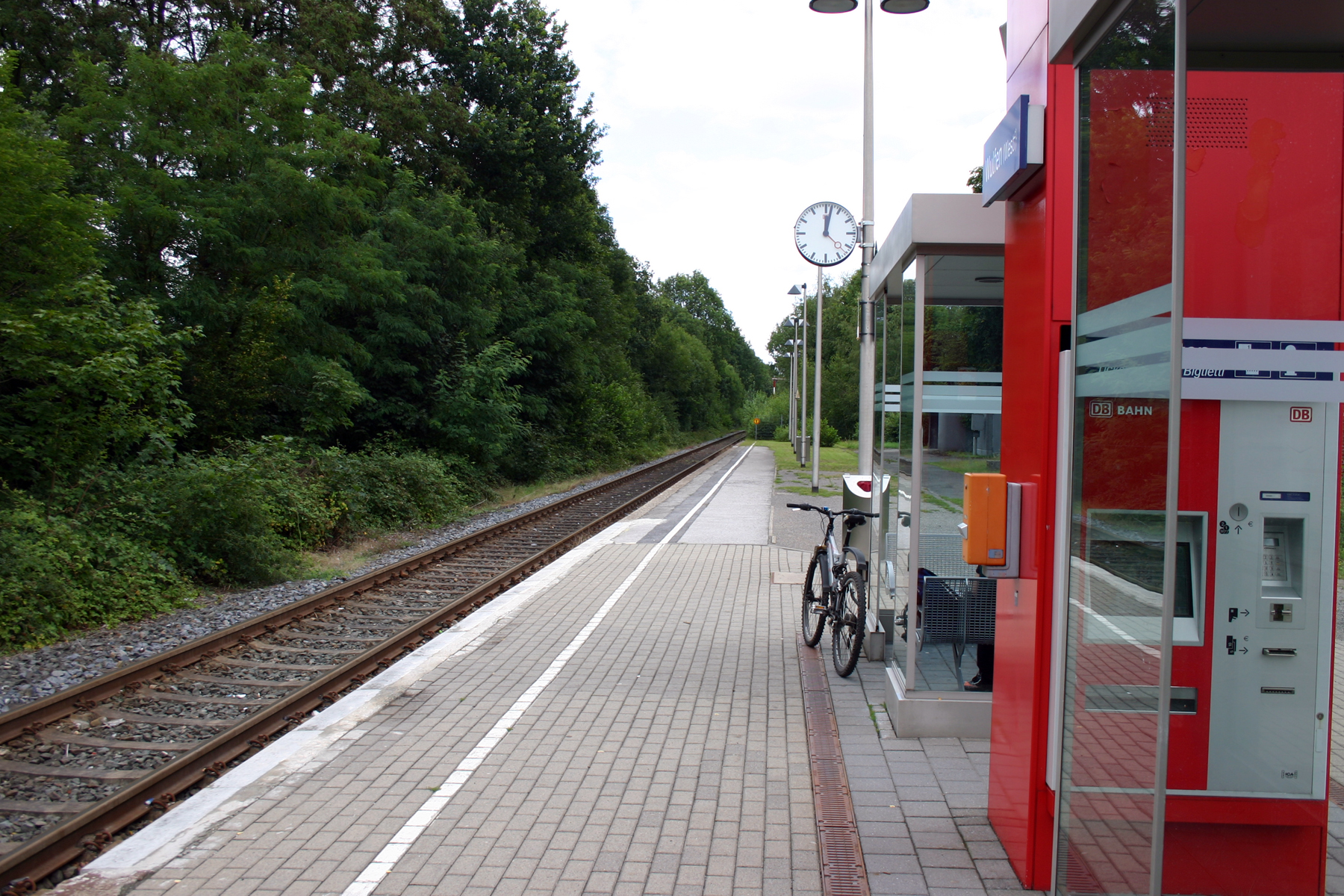
Bahnsteig in Blickrichtung Coesfeld (Westf), 2011

Der Bahnhof wird stündlich von der Regional-Express-Linie RE 14 Emscher-Münsterland-Express der RheinRuhrBahn bedient. Die am Bahnhof vorhandene Bushaltestelle der Vestischen Straßenbahnen wird nicht mehr angefahren, der Umstieg erfolgt in mehreren hundert Metern Entfernung an den Haltestellen Kleiner Ring und Wulfen Mitte.
| Linie | Verlauf | Takt   |
| ----- | --- | ------ |
| RE 14 | Emscher-Münsterland-Express: Coesfeld (Westf) – Reken-Maria Veen – Reken – Reken-Klein Reken – Lembeck – Wulfen (Westf) – Hervest-Dorsten – Dorsten – Feldhausen – Gladbeck-Zweckel – Gladbeck West – Bottrop Hbf – Essen-Borbeck – Essen Hbf Stand: Fahrplanwechsel Dezember 2023 | 60 min |